# Pediobius acalyphae
Pediobius acalyphae  (лат.) — вид паразитических наездников рода Pediobius из семейства Eulophidae (Chalcidoidea) отряда перепончатокрылые насекомые. Мадагаскар. Переднеспинка с шейкой, отграниченной килем (поперечным гребнем). Щит среднеспинки с развитыми изогнутыми парапсидальными бороздками. Предположительно, паразиты насекомых. Впервые вид был описан в 1958 году под названием Pleurotropis acalyphae Risbec, 1958.